# باران آوریل (آلبوم)
باران آوریل (به انگلیسی: April Rain) دومین آلبوم استودیویی گروه سمفونیک متال هلندی دیلین است. در ۲۰ مارس ۲۰۰۹ در بنلوکس منتشر شد و در ۳۰ مارس ۲۰۰۹ توسط Roadrunner Records به صورت بین‌المللی منتشر شد. در ۱۰ آوریل ۲۰۰۹ در استرالیا منتشر شد.

## تاریخچه
مارتین وسترهولت، بنیان‌گذار دیلین، در اصل قصد نداشت که دیلین یک گروه زنده باشد. اما پس از موفقیت اولین آلبوم Lucidity یک گروه زنده ایجاد شد که آلبوم باران آوریل را ضبط کرد. در حالی که آلبوم قبلی دیلین، Lucidity، حضور مهمان‌های زیادی داشت، این آلبوم فقط دو نفر دارد: ماریا آن، نوازنده ویولن سل از Ahn Trio و خواننده فنلاندی مارکو هیتالا، که در چندین آهنگ از Lucidity نیز حضور داشت. "Virtue and Vice" تنها آهنگ در باران آوریل است که حاوی دث گرول است که توسط گیتاریست «رونالد لاندا» اجرا شده‌است، او همچنین در "Invidia" با آوازهای تمیزی همراه است.
نسخه‌های نمایشی «Stay Forever» و «Start Swimming» قبلاً توسط دیلین در سال‌های ۲۰۰۷ و ۲۰۰۸ به صورت زنده پخش شده بود. در نوامبر ۲۰۰۸، نسخه ای از آهنگ "من به تو خواهم رسید" (به انگلیسی: I'll Reach You) با اشعار جایگزین به صورت زنده در یک برنامه تلویزیونی هلندی اجرا شد تا توجه خیریه یونیسف و بی تی "Inspiring Young Minds" را جلب کند.
تاریخ انتشار اولیه آلبوم ۹ فوریه ۲۰۰۹ بود، اما در ژانویه اعلام شد که انتشار همزمان با تاریخ انتشار خارجی به تعویق افتاده‌است.
در فوریه ۲۰۰۹، «باران آوریل» اولین تک آهنگ از این آلبوم بود که برای خرید آنلاین در دسترس قرار گرفت.
در ۱۳ مارس ۲۰۰۹، وب‌سایت هلندی رودرانر رکوردز کل آلبوم را برای استریم قرار داد و فقط برای ساکنان هلند در دسترس بود.
در اکتبر ۲۰۰۹، «برای همیشه بمان» (به انگلیسی: Stay Forever) به عنوان دومین تک آهنگ آلبوم اعلام شد.

## فهرست آهنگ
| شماره | نام                                        | سراینده             | آهنگساز                         | مدت  |
| ----- | ------------------------------------------ | ------------------- | ------------------------------- | ---- |
| ۱.    | «باران آوریل»                              | سی. وسلز            | ام. وسترهولت                    | ۴:۳۶ |
| ۲.    | «برای همیشه بمان»                          | آر. لاندا، سی. وسلز | ام. وسترهولت، آر. لاندا         | ۴:۲۶ |
| ۳.    | «حسادت»                                    | سی. وسلز            | ام. وسترهولت                    | ۳:۴۷ |
| ۴.    | «طوفان را کنترل کن» (با حضور مارکو هیتالا) | سی. وسلز            | جی. آیکنز                       | ۴:۱۲ |
| ۵.    | «از طرف دیگر»                              | سی. وسلز            | جی. آیکنز                       | ۴:۰۹ |
| ۶.    | «فضیلت و رذیلت»                            | آر. لاندا، سی. وسلز | ام. وسترهولت                    | ۳:۵۵ |
| ۷.    | «گمشو»                                     | جی. آیکنز، سی. وسلز | ام وسترهولت، جی آیکنز           | ۳:۳۵ |
| ۸.    | «شنا را شروع کن»                           | سی. وسلز            | آر. ون در لو                    | ۵:۱۹ |
| ۹.    | «گمشده»                                    | سی. وسلز            | ام وسترهولت                     | ۳:۲۳ |
| ۱۰.   | «من به تو خواهم رسید»                      | سی. وسلز            | ام وسترهولت، جی آیکنز، سی. وسلز | ۳:۲۹ |
| ۱۱.   | «هیچ چیز» (با حضور مارکو هیتالا)           | سی. وسلز            | ام وسترهولت                     | ۴:۳۹ |

| آهنگ جایزه نسخه‌های آمریکایی، دیجی پک و ژاپنی | آهنگ جایزه نسخه‌های آمریکایی، دیجی پک و ژاپنی | آهنگ جایزه نسخه‌های آمریکایی، دیجی پک و ژاپنی | آهنگ جایزه نسخه‌های آمریکایی، دیجی پک و ژاپنی | آهنگ جایزه نسخه‌های آمریکایی، دیجی پک و ژاپنی |
| شماره                                        | نام                                          | سراینده                                      | آهنگساز                                      | مدت                                          |
| -------------------------------------------- | -------------------------------------------- | -------------------------------------------- | -------------------------------------------- | -------------------------------------------- |
| ۱۲.                                          | «بیا نزدیکتر»                                | سی. وسلز                                     | ام وسترهولت                                  | ۴:۳۰                                         |

| آهنگ جایزه نسخه ژاپنی | آهنگ جایزه نسخه ژاپنی        | آهنگ جایزه نسخه ژاپنی | آهنگ جایزه نسخه ژاپنی | آهنگ جایزه نسخه ژاپنی |
| شماره                 | نام                          | سراینده               | آهنگساز               | مدت                   |
| --------------------- | ---------------------------- | --------------------- | --------------------- | --------------------- |
| ۱۳.                   | «بی اجازه» (شارلوت فقط آواز) | ام. وسترهولت          | ام. وسترهولت          | ۵:۰۹                  |

| فهرست آهنگ ویژه نسخه MP3 | فهرست آهنگ ویژه نسخه MP3                   | فهرست آهنگ ویژه نسخه MP3           | فهرست آهنگ ویژه نسخه MP3 |
| شماره                    | نام                                        | نویسنده(ها)                        | مدت                      |
| ------------------------ | ------------------------------------------ | ---------------------------------- | ------------------------ |
| ۱.                       | «باران آوریل»                              |                                    | ۴:۳۷                     |
| ۲.                       | «برای همیشه بمان»                          |                                    | ۴:۲۷                     |
| ۳.                       | «حسادت»                                    |                                    | ۳:۴۹                     |
| ۴.                       | «طوفان را کنترل کن» (با حضور مارکو هیتالا) |                                    | ۴:۱۴                     |
| ۵.                       | «از سمت دیگر»                              |                                    | ۴:۱۱                     |
| ۶.                       | «فضیلت و رذیلت»                            |                                    | ۳:۵۶                     |
| ۷.                       | «گمشو»                                     |                                    | ۳:۳۸                     |
| ۸.                       | «شنا را شروع کن»                           |                                    | ۵:۲۱                     |
| ۹.                       | «گمشده»                                    |                                    | ۳:۲۴                     |
| ۱۰.                      | «من به تو خواهم رسید»                      |                                    | ۳:۳۰                     |
| ۱۱.                      | «هیچ چیز» (با حضور مارکو هیتالا)           |                                    | ۴:۴۲                     |
| ۱۲.                      | «دور همی» (زنده)                           | جی. آیکنز                          | ۱۱:۵۰                    |
| ۱۳.                      | «شبح یک رقصنده» (زنده)                     | ام. وسترهولت، جی. یرلوند، سی. وسلز | ۵:۴۶                     |

## پرسنل
دیلین
- شارلوت وسلز – آواز
- رونالد لاندا – گیتار، آواز در آهنگ ۳ و ۶، بک وکال
- مارتین وسترهولت – صفحه کلید، تولید
- راب ون در لو – گیتار بیس
- ساندر زوئر – درامز

نوازندگان اضافی
- مارکو هیتالا – آواز در قطعات ۴ و ۱۱
- ماریا آن – ویولن سل در آهنگ‌های ۵ و ۶
- گاس آیکنز – گیتار در قطعات ۴، ۵، ۶ و ۸
- الیور فیلیپس – گیتار در تمام آهنگ‌ها به جز ۶، ارکستراسیون، تولید

تولید
- ژاکوب هانسن - مهندسی، اختلاط
- مارک یانسن - عکاسی
- یواخیم اریگ – مسترینگ
- دنیس ون در میول – کارگردانی هنری، طراحی
- هانس دی رایدر – هدایت هنری، طراحی